# Cindy Roleder
Cindy Roleder (ur. 21 sierpnia 1989 w Karl-Marx-Stadt; NRD) – niemiecka lekkoatletka specjalizująca się w biegach płotkarskich.
Na początku międzynarodowej kariery zajęła czwartą lokatę w biegu na 100 metrów przez płotki podczas mistrzostw Europy juniorów (2007). W 2008 odpadła w półfinale mistrzostw świata juniorów w Bydgoszczy, a w 2009 także na półfinale zakończyła start w młodzieżowych mistrzostwach Europy. Na mistrzostwach Europy w Barcelonie 2010 dotarła do półfinału. W 2011 bez powodzenia brała udział w halowych mistrzostwach Europy, zdobyła brązowy medal młodzieżowych mistrzostw Europy oraz nie awansowała do finału mistrzostw świata. W 2012 była 7. w mistrzostwach Europy oraz odpadła w półfinale igrzysk olimpijskich. Szósta zawodniczka halowych mistrzostw świata w Sopocie (2014). Wicemistrzyni świata z Pekinu (2015).  Na kolejnych mistrzostwach Europy w Amsterdamie Roleder została mistrzynią Starego Kontynentu w biegu płotkarskim, natomiast w 2017 triumfowała w halowych mistrzostwach Europy w Belgradzie. Medalistka mistrzostw Niemiec (także w wieloboju) oraz reprezentantka kraju w drużynowych mistrzostwach Europy i meczach międzypaństwowych. Podczas lekkoatletycznych Mistrzostw Europy w 2018 w Berlinie uzyskała wynik 12,77 s, tym samym zdobywając trzecie miejsce.
Rekordy życiowe: bieg na 60 metrów przez płotki (hala) – 7,84 (18 lutego 2017, Lipsk, 3 lutego 2018, Karlsruhe oraz 17 lutego 2018, Dortmund); bieg na 100 metrów przez płotki (stadion) – 12,59 (28 sierpnia 2015, Pekin); pięciobój lekkoatletyczny (hala) – 4187 pkt. (2014); siedmiobój lekkoatletyczny – 5948 pkt. (2015).